# Domssöndagen
Domssöndagen, även Kristus konungens dag, är i olika västerländska kyrkor kyrkoårets sista söndag och infaller den söndag som infaller 20–26 november.

## Kristus konungens dag i Romersk-katolska kyrkan
I Romersk-katolska kyrkan fick kyrkoårets sista dag namnet "Kristus konungens dag" i samband med liturgi- och kalenderreformen 1969. Kristus konungens dag firades sedan 1929 sista söndagen i oktober. Det var en markering mot de framväxande högerextrema politiska systemen. Söndagens textläsningar lyfter fram Jesu kungaanspråk. Den liturgiska färgen för detta är vit. Före 1969 och i den extra ordinarie formen av den romerska riten firas sista söndagen efter pingst där Matt 24:15 - 35 om den yttersta tiden är evangelietexten. Den liturgiska färgen för detta firande är grönt.

## Domssöndagen i Svenska kyrkan
I Svenska kyrkan har domstemat funnits på den sista söndagen före advent åtminstone sedan 1686 då Matteusevangeliet, kapitel 25, blev predikotext. Benämningen Domssöndagen för söndagen blev dock inte officiell förrän 1921. Dagens tema var mellan 1942 och 1983 officiellt "yttersta domen", men ändrades 1983 till "Kristi återkomst". Röster har höjts för att officiellt använda termen "Kristi konungens dag" även i Svenska kyrkan.
Den liturgiska färgen är grön, vit eller blå/violett (det senare allenarådande enligt 1942 års ordning). Vit är för att betona Kristi seger och glädjen hos hans trogna över hans återkomst.

### Texter
Söndagens tema enligt 2003 års evangeliebok är Kristi återkomst. De bibeltexter som används för att belysa dagens tema är:
| Första årgången                                                      | Andra årgången                                                        | Tredje årgången                                                              | Psaltarpsalm        |
| Jesaja 65:17–19 Andra Petrusbrevet 3:8–13 Matteusevangeliet 25:31–46 | Daniel 7:9–10 Uppenbarelseboken 20:11–21:5 Johannesevangeliet 5:22–30 | Hesekiel 47:6–12 Första Korinthierbrevet 15:22–28 Matteusevangeliet 13:47–50 | Psaltaren 102:26–29 |